# Bitwa pod Custozą (1866)

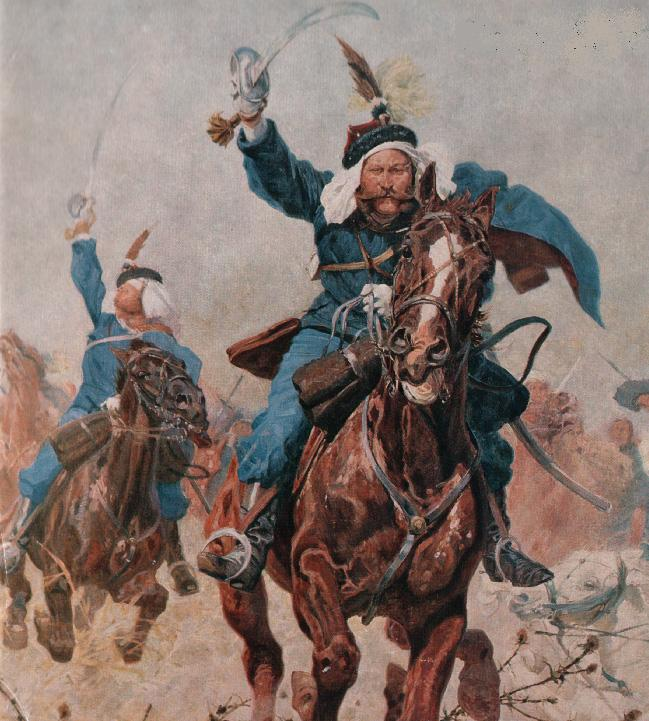
Obraz Ludwiga Kocha przedstawiający szarżę ułanów 13 pułku pod dowództwem płk. Rodakowskiego

Bitwa pod Custozą – starcie zbrojne, które miało miejsce 24 czerwca 1866 roku na froncie południowym podczas wojny Austrii z Prusami i sprzymierzonymi z nimi Włochami. Bitwa zakończyła się zwycięstwem wojsk austriackich.
W ramach wywiązania się z sojuszu z Prusami 20 czerwca 1866 Włochy wypowiedziały wojnę Austrii. Armia włoska została dyslokowana w dwóch ugrupowaniach: 11 dywizji piechoty (120 000 żołnierzy) nad Mincio, na wschód od Werony pod dowództwem Alfonso Ferrero La Marmory oraz 5 dywizji piechoty (80 000 żołnierzy) w dolnym biegu rzeki Pad pod dowództwem rywala La Marmory Enrico Cialdiniego. Naprzeciw nich stała austriacka Armia Południowa w sile 3 korpusów piechoty i 2 dywizji kawalerii (75 000 żołnierzy) pod dowództwem arcyksięcia Albrechta Habsburga.
W efekcie braku kontaktu i chęci współpracy między włoskimi generałami oraz braku koncepcji prowadzenia operacji, armia La Marmory samotnie przekroczyła granicę i ruszyła w kierunku Werony. Arcyksiążę Albrecht prowadzący aktywne rozpoznanie i utrzymujący Armię Południową w pozycji centralnej, aby móc przeciwdziałać zarówno armii La Marmory, jak i Cialdiniego, natychmiast zareagował, maszerując swoimi oddziałami na zachód.
24 czerwca Włosi po przekroczeniu częścią sił rzeki Mincio znienacka (gdyż zlekceważyli prowadzenie rozpoznania) natknęli się na wzgórzach wokół Custozy na oddziały austriackie. W momencie rozpoczęcia walki przez Mincio przeprawiło się jedynie 65 000 włoskich żołnierzy i tylu La Marmora był w stanie przeciwstawić 75 000 Austriaków. Ugrupowanie włoskie wyglądało następująco: na lewym skrzydle, blisko Mincio 3 dywizje I korpusu (1 – gen. Cerale, 3 – gen. Brignone, 5 – gen. Sirtori), w centrum 2 dywizje III korpusu (8 – gen. Cugia, 9 – gen. Govone), a na prawym skrzydle pozostałe 2 dywizje III korpusu (7 – gen. Bixio, 16 – gen. Umberto. Arcyksiążę Albrecht na swoim prawym skrzydle blisko Mincio umieścił V korpus (gen. Rodic), w centrum VII (gen. Maroicic), a na lewym skrzydle IX (gen. Hartung). Ugrupowanie austriackie było bardziej zwarte niż włoskie, w związku z czym do ochrony prawego skrzydła wyznaczono brygadę rezerwy (złożoną z batalionów fortecznych), a lewego – rezerwę kawalerii pod dowództwem płka Pulza (15 szwadronów). Centralny punkt pola bitwy stanowiła Custoza.
Zanim bitwa rozgorzała na dobre na lewym skrzydle austriackim doszło do lekkomyślnej szarży 13 galicyjskiego pułku ułanów pod dowództwem płk. Maksymiliana Rodakowskiego. Reszta kawalerii austriackiej sądząc, że nastąpił atak włoskich 7 i 16 dywizji, z opóźnieniem dołączyła do szarży. Teren nie sprzyjał działaniom kawalerii, upstrzony był gęstymi zagajnikami brzoskwiniowymi, polami kukurydzy, zabudowaniami i rozmaitymi przeszkodami. Włoska piechota sprawnie sformowała czworoboki i odparła natarcie ułanów. Austriaccy kawalerzyści, cofając się w popłochu, przekroczyli wyniesioną nieco drogę do Werony, całymi masami wpadając w głębokie rowy odwadniające wykopane po jej drugiej stronie. Salwy włoskich piechurów oddawane z małej odległości zbierały obfite żniwo. Rodakowski stracił 260 ludzi, a cała rezerwa kawalerii została przerzedzona i wyczerpana męczącym szturmem. Jakkolwiek ten niemalże samobójczy atak nie wzruszył specjalnie żołnierzy, spowodował potężną panikę w odwodach III korpusu. Panika ta rozszerzyła się jak ogień głęboko na tyły, paraliżując dostawy jakiegokolwiek zaopatrzenia czy oddziałów na włoskie prawe skrzydło. Dodatkowo zrobiła wrażenie na generale Bixio, który przekonał dowódcę korpusu, iż to niechybny znak generalnego austriackiego natarcia. Raniony przez ułana Władysława Brzuchowieckiego został włoski następca tronu, książę Humbert. W rezultacie wydany został fatalny rozkaz zatrzymujący marsz 7 i 16 dywizji na kilka godzin – co stało się główną przyczyną przegranej Włochów.
W centrum po krwawych walkach, gdy pod naciskiem austriackich kolumn szturmowych rozpadowi uległy brygady z włoskich 3 i 8 dywizji, a pozycje w okolicy Custozy przechodziły z rąk do rąk, opór włoski wreszcie okrzepł za sprawą świeżej 9 dywizji. W ponawianych atakach na Custozę austriacki VII korpus poniósł bardzo ciężkie straty, głównie z powodu przestarzałej taktyki natarcia kolumną szturmową i gonił resztkami sił.
Na lewym skrzydle blisko Mincio natarcia 1 i 5 dywizji ugrzęzły, a włoskie brygady częściowo uległy dezintegracji i odpłynęły na tyły niezorganizowanym tłumem. Jednakże V korpus austriacki, który doprowadził do tej sytuacji, drogo za to zapłacił. Wprawdzie powoli spychał Włochów w stronę mostów na Mincio, ale to był już ostatni desperacki zryw wyczerpanych Austriaków.
Niestety dla Włochów, a na szczęście dla Austriaków generał La Marmora, który ciągle przemieszczał się po całym polu bitwy, zbierając informacje, coraz bardziej grzązł w tłumach spanikowanych dezerterów odpływających na tyły (głównie z 3 i 8 dywizji). Nie dotarła do niego informacja o obsadzeniu Custozy przez elitarną brygadę piemonckich grenadierów, która masakrowała ogniem karabinowym i artylerią kolejne wspinające się w ich kierunku austriackie kolumny szturmowe z VII korpusu. Nie mogąc nawiązać kontaktu z królem (który opuścił pole bitwy i pojechał do rannego syna), uznał bitwę za przegraną i wydał rozkaz odwrotu za Mincio.